# Julien Duranville
Julien Duranville, né le 5 mai 2006 à Uccle (Bruxelles) en Belgique, est un footballeur international belge qui joue au poste d'attaquant au Borussia Dortmund.

## Biographie
Duranville est né à Uccle, dans la région de la capitale belge, d'un père martiniquais, originaire de Liège, et d'une mère d'ascendance congolaise, originaire d'Etterbeek,,,.

### En club

#### Débuts en Belgique
Ayant commencé à jouer au foot au FC Black Star à Bruxelles, Julien Duranville rejoint à 7 ans le centre de formation du RSC Anderlecht,, où il signe son premier contrat professionnel en mai 2021,.
Duranville fait ses débuts professionnels avec le RSC Anderlecht de Vincent Kompany le 22 mai 2022, entrant en jeu lors du match de play-offs du Championnat de Belgique contre le Club Bruges. Il devient alors le troisième plus jeune joueur du RSCA, derrière seulement Nii Lamptey et Romelu Lukaku, mais devant des internationaux tels que Youri Tielemans ou encore Jérémy Doku, à qui il est alors régulièrement comparé,,.
Lors de la saison suivante, il apparaît rapidement comme un des principales promesses de l'équipe première,, buteur dès septembre contre Louvain, arrachant le match nul en championnat, mais est aussi significativement freiné par les blessures,.

#### Premier transfert à Dortmund
En janvier 2023, Duranville signe pour le Borussia Dortmund en Bundesliga,, club dont il était déjà très proche l'été précédant,. Retrouvant le Belge Thomas Meunier à Dortmund, mais aussi les Français Raphaël Guerreiro et Sébastien Haller, il y déclare vouloir suivre le chemin de Jadon Sancho ou surtout Ousmane Dembélé, qu'il prend en modèle.
Arrivé au club allemand blessé, il doit attendre le dernier match de la saison pour effectuer sa première entrée en jeu : il remplace Julian Brandt à l'heure de jeu contre Mayence alors que son équipe qui joue le titre est menée 2-0 en ce 27 mai 2023. Il est déterminant dans le changement de visage des siens qui arrachent un nul 2-2, néanmoins insuffisant pour arracher la Bundesliga au Bayern de Jamal Musiala,.
Au début de l'exercice suivant, il s'illustre rapidement avec les moins de 19 ans, mais rechute encore avec une blessure musculaire qui le prive de toute la première partie de saison,. Il ne fait finalement son retour que fin février 2024, lors d'un match de championnat contre Hoffenheim,,.

### En sélections nationales
Julien Duranville est international belge en équipes de jeunes, ayant notamment joué avec les moins de 16 ans,, puis moins de 19 ans à partir de 2022. Sélectionnable à la fois pour la France et la République démocratique du Congo, il n'ambitionne néanmoins pas de jouer pour d'autres sélections que les Diables Rouges,,.
En mars 2024, il est sélectionné pour la première fois avec l'équipe de Belgique espoirs pour les éliminatoires de l'Euro 2025,,. Il fait ses débuts avec la sélection le 21 mars 2024, déjà décisif lors d'une victoire 3-1 contre Malte,.
Appelé par Domenico Tedesco en équipe première fin août 2024 pour les rencontres de Ligue des nations face à Israël et à la France, il dispute ses premières minutes avec les Diables Rouges le 6 septembre lorsqu'il monte au jeu à la place de Jérémy Doku à la 73e minute de jeu.

## Style de jeu
Ailier capable de jouer des deux côtés de l'attaque,, Duranville s'illustre très tôt par sa vitesse, et ses capacités d'élimination. Jouant dans l'axe à ses tout débuts, il s'impose néanmoins rapidement comme un joueur de côté, jusqu'à être utilisé comme piston à ses débuts par Felice Mazzù.
Parmi les qualités qui lui sont attribuées, reviennent souvent — en plus de sa vitesse — ses capacités de dribble et son adresse face au but,,.
Citant Ousmane Dembélé comme modèle, ou encore Kylian Mbappé qu'il voit comme « le meilleur » joueur en activité, il est souvent comparé à Jérémy Doku, pour son profil d'ailier percutant comme son parcours dans la métropole bruxelloise,,.

## Statistiques

### En club
| Saison                | Club                  | Championnat           | Championnat | Championnat | Championnat | Coupe(s) nationale(s) | Coupe(s) nationale(s) | Coupe(s) nationale(s) | Compétition(s) continentale(s) | Compétition(s) continentale(s) | Compétition(s) continentale(s) | Compétition(s) continentale(s) | Autres compétitions | Autres compétitions | Autres compétitions | Autres compétitions | Total | Total | Total |
| Saison                | Club                  | Division              | M.          | B.          | P.d.        | M.                    | B.                    | P.d.                  | Comp.                          | M.                             | B.                             | P.d.                           | Comp.               | M.                  | B.                  | P.d.                | M.    | B.    | P.d.  |
| 2021-2022             | RSC Anderlecht        | Division 1A           | -           | -           | -           | -                     | -                     | -                     | C4                             | -                              | -                              | -                              | PO1                 | 1                   | 0                   | 0                   | 1     | 0     | 0     |
| 2022-2023             | RSC Anderlecht        | Division 1A           | 6           | 1           | 0           | -                     | -                     | -                     | C4                             | 4                              | 0                              | 0                              | -                   | -                   | -                   | -                   | 10    | 1     | 0     |
| Sous-total            | Sous-total            | Sous-total            | 6           | 1           | 0           | -                     | -                     | -                     | -                              | 4                              | 0                              | 0                              | -                   | 1                   | 0                   | 0                   | 11    | 1     | 0     |
| 2022-2023             | RSCA Futures          | Division 1B           | 4           | 1           | 0           | -                     | -                     | -                     | -                              | -                              | -                              | -                              | PO                  | -                   | -                   | -                   | 4     | 1     | 0     |
| 2022-2023             | Borussia Dortmund     | Bundesliga            | 1           | 0           | 0           | -                     | -                     | -                     | C1                             | -                              | -                              | -                              | -                   | -                   | -                   | -                   | 1     | 0     | 0     |
| 2023-2024             | Borussia Dortmund     | Bundesliga            | 2           | 0           | 0           | -                     | -                     | -                     | C1                             | 0                              | 0                              | 0                              | -                   | -                   | -                   | -                   | 2     | 0     | 0     |
| 2024-2025             | Borussia Dortmund     | Bundesliga            | 12          | 0           | 1           | 1                     | 1                     | 0                     | C1                             | 9                              | 0                              | 0                              | CMC                 | 2                   | 0                   | 0                   | 24    | 1     | 1     |
| Sous-total            | Sous-total            | Sous-total            | 15          | 0           | 1           | 1                     | 1                     | 0                     | -                              | 9                              | 0                              | 0                              | -                   | 2                   | 0                   | 0                   | 27    | 1     | 1     |
| 2024-2025             | Borussia Dortmund II  | 3. Liga               | 2           | 0           | 1           | -                     | -                     | -                     | -                              | -                              | -                              | -                              | -                   | -                   | -                   | -                   | 2     | 0     | 1     |
| Total sur la carrière | Total sur la carrière | Total sur la carrière | 27          | 2           | 2           | 1                     | 1                     | 0                     | -                              | 13                             | 0                              | 0                              | -                   | 3                   | 0                   | 0                   | 44    | 3     | 2     |

### En sélections nationales
| Saison                | Sélection             | Phases finales        | Phases finales | Phases finales | Phases finales | Éliminatoires CDM | Éliminatoires CDM | Éliminatoires CDM | Éliminatoires EURO | Éliminatoires EURO | Éliminatoires EURO | Ligue des Nations | Ligue des Nations | Ligue des Nations | Matchs amicaux | Matchs amicaux | Matchs amicaux | Total | Total | Total |
| Saison                | Sélection             | Compétition           | M              | B              | Pd             | M                 | B                 | Pd                | M                  | B                  | Pd                 | M                 | B                 | Pd                | M              | B              | Pd             | M     | B     | Pd    |
| --------------------- | --------------------- | --------------------- | -------------- | -------------- | -------------- | ----------------- | ----------------- | ----------------- | ------------------ | ------------------ | ------------------ | ----------------- | ----------------- | ----------------- | -------------- | -------------- | -------------- | ----- | ----- | ----- |
| 2024-2025             | Belgique              | -                     | -              | -              | -              | -                 | -                 | -                 | -                  | -                  | -                  | 2                 | 0                 | 1                 | -              | -              | -              | 2     | 0     | 1     |
| Total sur la carrière | Total sur la carrière | Total sur la carrière | -              | -              | -              | -                 | -                 | -                 | -                  | -                  | -                  | 2                 | 0                 | 1                 | -              | -              | -              | 2     | 0     | 1     |

### Matchs internationaux
| Matchs internationaux de Julien Duranville, | Matchs internationaux de Julien Duranville, | Matchs internationaux de Julien Duranville,       | Matchs internationaux de Julien Duranville, | Matchs internationaux de Julien Duranville, | Matchs internationaux de Julien Duranville, | Matchs internationaux de Julien Duranville, | Matchs internationaux de Julien Duranville,                    |
| #                                           | Date                                        | Lieu                                              | Adversaire                                  | Résultat                                    | Compétition                                 | Club                                        | Notes                                                          |
| ------------------------------------------- | ------------------------------------------- | ------------------------------------------------- | ------------------------------------------- | ------------------------------------------- | ------------------------------------------- | ------------------------------------------- | -------------------------------------------------------------- |
| 1                                           | 6 septembre 2024                            | Nagyerdei Stadion, Debrecen, Hongrie              | Israël                                      | V 3 - 1                                     | Ligue des nations 2024-2025                 | Borussia Dortmund                           | Entre en jeu à la place de Jérémy Doku à la 73e minute de jeu. |
| 2                                           | 9 septembre 2024                            | Parc Olympique lyonnais, Décines-Charpieu, France | France                                      | D 0 - 2                                     | Ligue des nations 2024-2025                 | Borussia Dortmund                           | Entre en jeu à la place de Jérémy Doku à la 82e minute de jeu. |

## Palmarès
| Borussia Dortmund - Championnat d'Allemagne : - Vice-champion : 2023. |